# Colin Dalgleish
Colin Dagleish (Old Kilpatrick, 1960) is een Schots amateurgolfer.
De ouders van Colin verhuisden naar Helensburgh toen hij vier jaar was, en daar woont hij nog steeds. Hij ging naar de Herritage Academy en was in 1978 een van de eerste Britse golfers die met een studiebeurs in de Verenigde Staten studeerde. Hij ging naar de Ohio State University, waar ook Jack Nicklaus en Tom Weiskopf studeerden, en hij met onder anderen John Cook in het universiteitsteam speelden. Terug in Schotland kreeg hij weer een studiebeurs, waarmee hij naar de universiteit in Stirling ging.
Na zijn studietijd richtte hij samen met zijn broer Gordon (1962) een eigen reisbureau op, PerryGolf. Ze hebben veel Amerikaanse klanten. Gordon woont in Wilmington, North Carolina.
Van 1993-1998 was hij captain van het Schotse jeugdteam, van 2007-2009 was hij captain van het Brits-Ierse team bij de Walker Cup en in 2006 en 2008 bij de St Andrews Trophy.
In 2009 kreeg hij de eerste 'Special Achievement Award' aangeboden door Golf Tourism Schotland.

## Gewonnen
- 1981: Schots Amateur Kampioenschap
- 1983: Lake Macquarie Amateur Kampioenschap
- Schots Scholierenkampioenschap 3x
- Schots Studentenkampioenschap

Teams
- Walker Cup: 1981, 2007 (captain), 2009 (captain)